# Jacques Duphly
Jacques Duphly, ou du Phly (Ruão, 12 de janeiro de 1715 - Paris, 15 de julho de 1789) foi um compositor, organista e cravista francês.

## Biografia
Era filho de Jacques-Agathe Duphly e Marie-Louise Boivin. O seu avô materno era Jacques Boyvin, organista da catedral de Ruão. Os dois, entretanto, não se conheceram, tendo Boyvin morrido antes do nascimento de Duphly. Aluno de François d'Agincourt, Duphly começou uma carreira como organista na catedral de Évreux e, em seguida, em várias igrejas de Ruão. 
Depois da morte do pai, em 1742, mudou-se para Paris e dedicou-se, desde então, exclusivamente ao cravo, escolha deliberada relatada por Marpourg,  para não prejudicar as suas mãos no teclado dum órgão, muito menos delicado do que o dum cravo. Ele viveu como professor e artista independente, frequentando os salões elegantes parisienses, onde adquiriu uma grande reputação.
Apenas 52 obras suas são conhecidas, a maioria inclusa nos quatro livros de peças publicadas respectivamente em 1744, 1748, 1756 e 1768. Essas peças, frequentemente virtuosas, mostram a última evolução da literatura para o cravo, antes que este fosse ofuscado pelo piano no favor dos músicos. Se as primeiras obras se incluem na grande tradição francesa ilustrada por Couperin, nas últimas nota-se claramente um estilo galante, em voga às vésperas da revolução. O Terceiro Livro inclui, além de peças para cravo solo, seis peças para cravo com acompanhamento de violino, segundo a fórmula em moda inaugurada por Mondonville e seguida por Rameau em 1741 nas suas Pièces de clavecin en concerts.
Após 1768, sabe-se que ele continuou a ensinar pelo menos até 1783, tendo, em seguida, desaparecido num anonimato completo. Foi procurado em 1788 por meio duma publicação no Journal Général de la France: "Deseja-se saber o que aconteceu ao Sr. du Phly, antigo mestre de cravo em Paris, onde ele estava em 1767. Se ele não existe mais, deseja-se conhecer os herdeiros aos quais tem-se algo a comunicar." Talvez ele tenha abandonado toda a atividade musical (não há nenhum instrumento musical no inventário dos seus bens após a morte). 
Morreu em 15 de julho de 1789, dia seguinte à queda da Bastilha, num apartamento do Hotel de Juigné. Por uma coincidência curiosa, Antoine de Sartine, antigo tenente-geral de polícia e antigo secretário de Estado da Marinha, patrono das artes, a quem Duphly dedicou uma peça do seu 4º Livro (La Sartine), habitou em 1785 o mesmo endereço. Nunca se casou, deixando uma parte substancial dos seus bens ao seu criado, a quem empregou por trinta anos.
A vida de Duphly insere-se exactamente entre a morte de Luís XIV e a Revolução francesa, como um símbolo dum período que termina: o da realeza e do instrumento musical que, para muitos, a simboliza.

## Partituras
- Jacques Du Phly Integralidade das partituras das peças para cravo grátis (edição moderna), ampla discografia e extratos sonoros.
- IMSLP Peças de cravo de Duphly.